# Hofname
En Alsace, le terme Hofname « nom de la ferme » sert à désigner une maison ou une propriété agricole avec tous ses bâtiments. Par voie de conséquence, le Hofname sert aussi à nommer l'ensemble des habitants et occupants d'une telle propriété. Confinée dans la pratique orale, cet usage est en déclin du fait de recul de l'agriculture dans le milieu rural alsacien mais aussi du fait du recul de la langue alsacienne face au français. Le Hofname n'a pas de valeur légale ou administrative. Son usage est plutôt de l'ordre du surnom familial. Dans une conversation en dialecte, un individu (homme, femme, enfant) est de préférence désigné par son Hofname suivi de son prénom. De ce fait, le nom de famille véritable est réservé aux démarches officielles et administratives. Cependant, il n'est pas plus exclu de voir coïncider le Hofname avec le nom de famille.

## Étymologie
Le terme Hofname est un composé lexical de la langue alsacienne forgé par la juxtaposition des mots Hof(t) « cour de ferme » et Nam(m)e « nom de famille ». L'orthographe de la langue alsacienne n'étant pas fixée, ce terme peut aussi s'écrire sous les formes Hoftname, Hoffname, Hoffnamme, Hofnamme.

## Typologie et exemples
- un Hofname issu d'un seul nom de famille : S'Rehle (Les Riehl), S'Goetze (Les Goetz), S'Joschde (Les Jost).

- le nom et le diminutif du prénom d'un ancêtre : S'Stammer-Andrese (Les Stammer-André), S'Rothseppe (Les Roth-Joseph)

- le nom et la profession d'un ancêtre : S'Rehle Murers (Les Riehl-maçons), S'Rehle Schümachers (Les Riehl-cordonniers),

- le nom et le diminutif du prénom d'une ancêtre : S'Erzbriede pour Erz = (récolteur de) fer + Brigitte

- La profession et le prénom d'un ancêtre : S'Kiefferlanze (Les Tonnelier-Florent)

- la fonction administrative d'un ancêtre : S'Stawalter (Les Stabhalters = écoutète) S'Meyerjockels (Les Jacob-le-Maire)

- une profession seule : "S'Hewame" (Les sages-femmes),S'Schrieners (Les menuisiers),  S'Schnieders (Les tailleur d'habit), S'Wönners (Les charrons), S'Rasierers (Les coiffeurs), S'Kieffers (Les tonneliers), S'Satlers (Les sellier), S'Becke (Les boulanger)

- la mention d'une particularité physique : S'Deckschmetts (Les gros-forgerons)

- un prénom féminin seul : S'Hélènels (Les Hélène), S'Kathe (Les Catherine), S'Seraphine (Les Séraphine), S'Luwislers (Les Louise)

- un prénom masculin seul : S'Lüxe (Les Luc), S'Semmes (Les Simon), S'Dewels (Les Théobald).

- Une commune d'origine : S'Barschmers (ceux de Berstheim)